# Glomus bagyarasjii
Glomus bagyarasjii är en svampart som beskrevs av V.S. Mehrotra 1997. Glomus bagyarasjii ingår i släktet Glomus och familjen Glomeraceae.   Inga underarter finns listade i Catalogue of Life.